# Flugplatz Mühldorf

i7
i11
i13
Der Sonderlandeplatz Mühldorf (ICAO-Code: EDMY) liegt zwei Kilometer nördlich von Mühldorf am Inn im Landkreis Mühldorf (im Gebiet der Stadt Mühldorf am Inn und der Gemeinde Mettenheim) und ist für Luftfahrzeuge (Motorflugzeuge, Helikopter, Segelflugzeuge etc.) bis zu einem MTOW von 5.700 kg zugelassen.

## Geschichte
Im Zweiten Weltkrieg bereits betrieb die Luftwaffe in Mettenheim 5 km westlich von Mühldorf einen Fliegerhorst, den die Amerikaner nach der Besetzung als Airfield R.83 bezeichneten.

## Ausstattung
Seit 2001 verfügt der Flugplatz über eine Start-/Landebahn-Befeuerung einschließlich Schwellenblitzen. Das ehemalige Rundumlicht des früheren Münchner Flughafens in Riem ist heute auf dem Mühldorfer Tower im Einsatz.
Die Landebahn besitzt eine Länge von 852 m und wird an einem Ende von einer öffentlichen Straße gekreuzt. Auf Anfrage an- und abfliegender Flugzeuge (PPR) können Schranken geschlossen und die Landebahn damit auf bis zu 1.097 m verlängert werden.

## Heutige Nutzung
Auf dem Gelände werden zwei Flugschulen betrieben, die über ein gutes Dutzend Motorflugzeuge, Motorsegler und Segelflugzeuge verfügen. Der Air Service Mühldorf führt als luftfahrttechnischer Betrieb Wartungen an Flugzeugen bis 2000 kg durch. Der Deutsche Wetterdienst unterhält am Flugplatz eine Geschäftsstelle.
Neben den luftfahrttechnischen Einrichtungen befindet sich auch ein Restaurant mit Biergarten und Spielplatz auf dem Gelände.

## Verkehrsanbindung
Der Flugplatz ist nicht an den öffentlichen Personennahverkehr angebunden und ist somit nur durch den Individualverkehr zu erreichen, verschiedene Taxiunternehmen der nahegelegenen Gemeinden bieten ankommenden Piloten und Passagieren den Weitertransport (z. B. zum Bahnhof oder in den Ortskern) an. Gemessen am Verkehrsaufkommen steht eine ausreichend große Anzahl öffentlicher und kostenfreier Parkplätze zur Verfügung.